# Walläuse
Die Walläuse (Cyamidae) sind eine Familie der Flohkrebse (Amphipoda), die als Ektoparasiten auf der Haut von Walen leben.

## Aussehen
Die Walläuse sind etwa 2 bis 15 mm groß. Ihr Körper ist sehr stark abgeflacht, der Hinterleib weitgehend reduziert. Die Beine, insbesondere die hinteren drei Beinpaare, sind zu krallenartigen Fortsätzen geworden, mit denen sich die Tiere an ihren Wirten festklammern können.

## Lebensweise
Die Walläuse sind meistens sehr spezifisch an eine Walart gebunden. Sie bleiben während ihrer gesamten Entwicklung an ihrem Wirt und durchlaufen keine Schwimmphase. Die Wirtsbindung ist bei Bartenwalen ausgeprägter als bei Zahnwalen, dabei kann man bei fast jeder Walart spezifische Arten der Walläuse antreffen. Beim Pottwal ist der Befall außerdem geschlechtsspezifisch. Die Wallaus Cyamus catodontis lebt ausschließlich auf der Haut männlicher Pottwale, während Neocyamus physeteris nur bei Weibchen und Jungtieren zu finden ist.
Die Walläuse setzen sich an Stellen des Körpers fest, an denen sie vor Wasserströmungen geschützt sind. So findet man sie vor allem an den natürlichen Körperöffnungen oder an Wundstellen, bei den Bartenwalen vor allem in den Bauchfalten. Bei langsam schwimmenden Bartenwalen können dabei bis zu 100.000 Exemplare pro Wal vorkommen, bei Zahnwalen oder schneller schwimmenden Bartenwalen ist die Individuenzahl deutlich geringer.
Bei einigen Arten der Walläuse scheint der Befall der Wirte mit Rankenfußkrebsen (Cirripedia) wie den Seepocken (Balanidae) eine große Rolle zu spielen.
Als Nahrung dienen den Walläusen Hautpartikel und Körpersekrete des Wirts, sowie Algen, die sich auf dem Körper des Wirtes ansiedeln. Die dem Wal beigebrachten kleineren Hautschäden spielen keine größere pathologische Rolle.
Die Entwicklung der Walläuse ist offenbar eng mit der Lebensweise der Wale und deren Wanderungen verknüpft.

## Systematik
- Gattung Cyamus
  - Cyamus antarcticensis
  - Cyamus bahamondei
  - Cyamus balaenopterae
  - Cyamus boopis

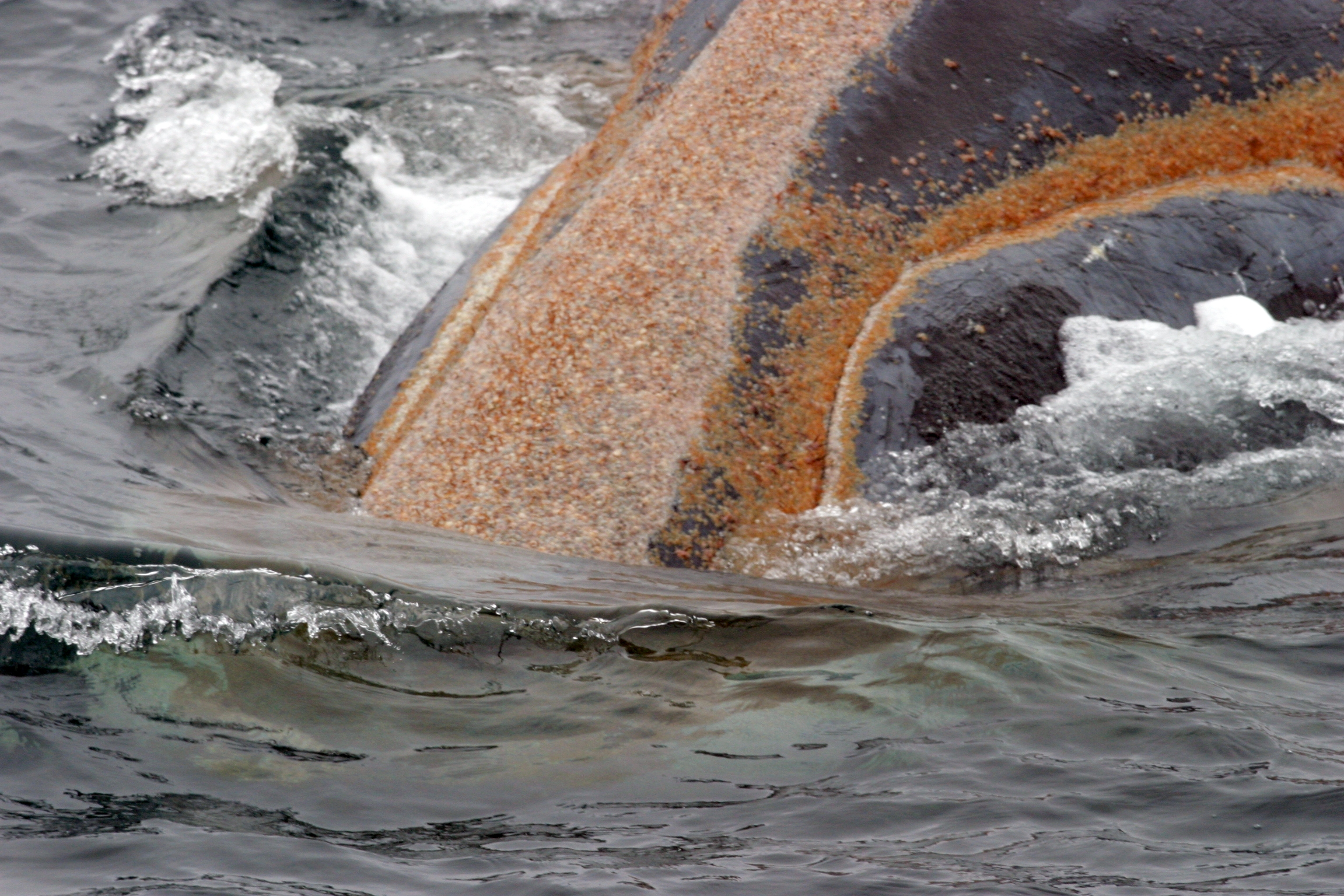
Walläuse siedeln am Maul eines Glattwales.

  - Cyamus catodontis (auf der Haut männlicher Pottwale)
  - Cyamus ceti
  - Cyamus erraticus
  - Cyamus eschrichtii
  - Cyamus gracilis
  - Cyamus kessleri
  - Cyamus mesorubraedon
  - Cyamus monodontis
  - Cyamus nodosus
  - Cyamus orcini
  - Cyamus orubraedon
  - Cyamus ovalis
  - Cyamus scammoni
- Gattung Isocyamus
  - Isocyamus antarcticensis
  - Isocyamus delphinii
  - Isocyamus deltabrachium
  - Isocyamus globicipitis
  - Isocyamus kogiae
- Gattung Neocyamus
  - Neocyamus physeteris (auf der Haut weiblicher Pottwale)
- Gattung Platycyamus
  - Platycyamus flaviscutatus
  - Platycyamus thompsoni
- Gattung Scutocyamus
  - Scutocyamus antipodensis
  - Scutocyamus parvus
- Gattung Sirenocyamus †
  - Sirenocyamus rhytinae
- Gattung Syncyamus
  - Syncyamus aequus
  - Syncyamus ilheusensis
  - Syncyamus pseudorcae